# Amari Spievey
Amari Spievey (Middletown, 15 aprile 1988) è un giocatore di football americano statunitense che gioca nel ruolo di safety per i Detroit Lions della National Football League (NFL). Fu scelto nel corso del terzo giro (66º assoluto) del Draft NFL 2010 dai Lions. Al college ha giocato a football all'Università dell'Iowa.

## Carriera professionistica

### Detroit Lions
Spievey fu scelto nel corso del terzo giro del Draft NFL 2010 dai Detroit Lions. Anche se al college giocò nel ruolo di cornerback, i Lions lo spostarono in quello di safety. Il suo primo intercetto in carriera lo fece registrare nella vittoria della settimana 14 sui Green Bay Packers. Il secondo nell'ultima settimana della stagione contro i Minnesota Vikings. La stagione da rookie di Spievey si concluse con 15 presenze, nove delle quali come titolare, con 51 tackle e 2 intercetti. Nella seconda stagione, Spievey divenne stabilmente la safety titolare dei Lions, terminando con i nuovi primati in carriera per tackle (70) e intercetti (3). A causa di un infortunio, nella stagione 2012 il giocatore disputò solo 5 gare, facendo registrare 21 tackle.

## Vittorie e premi
Nessuno

## Statistiche
| Partite totali      | 35  |
| Partite da titolare | 26  |
| Tackle              | 142 |
| Sack                | 1,0 |
| Intercetti          | 5   |

Statistiche aggiornate alla stagione 2012